# Stazione di Fujino
La stazione di Fujino (藤野駅?, Fujino-eki) è una stazione ferroviaria situata nel quartiere di Midori-ku della città di Sagamihara, nella prefettura di Kanagawa, e serve la linea linea principale Chūō della JR East.

## Linee
East Japan Railway Company
■■ Linea principale Chūō

## Struttura
La stazione è dotata di un marciapiede a isola e due binari passanti. Il fabbricato viaggiatori si trova al lato sud delle banchine, ed è collegato ai marciapiedi da un sovrappassaggio con ascensori.
| 1 | ■ Linea principale Chūō | per Ōtsuki, Shioyama e Kōfu                      |
| 2 | ■ Linea principale Chūō | per Takao, Hachiōji, Tachikawa, Shinjuku e Tokyo |

## Stazioni adiacenti
| «                 | Servizio          | »                 |
| Linea Rapida Chūō | Linea Rapida Chūō | Linea Rapida Chūō |
| ----------------- | ----------------- | ----------------- |
| Sagamiko          | -                 | Uenohara          |